# Finca Los Penates
La Finca de Iliá Repin llamada «Los Penates» (en ruso, Penaty) forma parte, con el código 540-026, del lugar Patrimonio de la Humanidad llamado «Centro histórico de San Petersburgo y conjuntos monumentales anexos». Se encuentra justo al norte de San Petersburgo en Kuokkala, Gran Ducado de Finlandia. En esta casa vivió el pintor Iliá Repin.
Después de la revolución de octubre de 1917, Finlandia declaró su independencia. Repin no regresó de Finlandia a la URSS. Tras la Guerra de Continuación Kuokkala fue cedida a la Unión Soviética y fue rebautizada como Répino (óblast de Leningrado). En 1940, los Penates fueron abiertos al público como una casa-museo. 